# Carazo
Carazo è un comune spagnolo situato nella comunità autonoma di Castiglia e León.